# Väänla
Koordinaten: 58° 59′ N, 23° 50′ O
Väänla ist ein Dorf (estnisch küla) in der Landgemeinde Lääne-Nigula im Kreis Lääne in Estland. Bis 2013 gehörte es zur mittlerweile aufgelösten Landgemeinde Taebla.
Der Ort hat 19 Einwohner (Stand 31. Dezember 2021).